# Камагуей
Камагу̀ей (на испански: Camagüey, основан през 1515 г. като Санта Мария дел Пеурто дел Принсипе) е град в централните части на Република Куба и третият по големина град в страната. Градът е столица на провинция Камагуей.

## Население
Населението на града е 324 921 души (2004).